# Autauga megye
Autauga megye az Amerikai Egyesült Államokban, Alabama államban található. Megyeszékhelye Prattville. Montgomerytől az állam fővárosától északnyugatra elhelyezkedő Autauga megye az állam egyik leggyorsabban növekvő megyéje. Prattville városa amit Daniel Pratt iparos és pamutgingyártó alapított. Autauga megyének az Alabamai Black Belt hez való közelségge a 19. században sok elönyt jelentett és sok a gyapottermeléshez szükséges eszközt gyártottak a megyében. George "Wild Child" Butler blueszenész Autaugaville-ben, a világhírű soul- és R&B énekes, Wilson Pickett pedig Prattville-ben született. A neves geológus, Eugene Allen Smith Washington Ferry közösségében született. Lakosainak száma 58 805 fő (2020. április 1.).

## Szomszédos megyék
- Chilton megye (észak)
- Elmore megye (kelet)
- Montgomery megye (délkelet)
- Lowndes megye (dél)
- Dallas megye (nyugat)

## Története
Autauga megyét 1818. november 21-én, majdnem egy évvel Alabama állammá válása előtt alapították. Montgomery megyéből alakították ki a mai Elmore és Chilton megyék egy részének felhasználásával. A megyét az Autauga indiánokról nevezték el, akik a nagyobb Creek Konföderáció tagjai voltak. A Horseshoe Bend-i csata után a területröl a Creekek lemondtak a Fort Jackson-i Szerződésben 1814-ben. Az első megyeszékhely Washingtonban volt. 1830-ban Kingstonba helyezték át a megyeszékhelyt. 1868-ban Pratvillebe került és azóta is ez a megyeszékhely. Az első városháza épülete, egy olasz stílusú épület volt, amelyet George Littlefield Smith tervezett, 1870-ben építették. Ennek a helyén épült a ma is látható városháza amit 1907-ben építettek. 1833-ban Daniel Pratt iparos Autauga megyében telepedett le, és felépített egy gyapotgin gyártó vállalatot, amely a világ legnagyobbja lett.Pratt építette a megye első vasútját, és segített finanszírozni az állam első vas- és acélipari vállalatait. 1859-ben Pratt megnyitotta a Prattville Male and Female-t ahová a munkásai gyerekei járhattak.

## Népesség
A 2020-as népszámlálási becslések szerint Autauga megye lakossága 58 805 fő volt.
| Rassz            | lélekszám | százalék | rangsor az állam 67 megyéje közül |
| ---------------- | --------- | -------- | --------------------------------- |
| Teljes           | 58805 fő  | 1,17     | 24                                |
| Fehér            | 41582 fő  | 70,7     | 31                                |
| Afroamerikai     | 11352 fő  | 19,3     | 39                                |
| Több rasszú      | 2490 fő   | 4,2      | 11                                |
| Spanyol          | 2117 fő   | 3,6      | 26                                |
| Ázsiai           | 873 fő    | 1,5      | 10                                |
| Őslakos és egyéb | 391 fő    | 0,7      | 22                                |

Prattville, a legnagyobb város a megyében és a megyeszékhely is itt van, 36 599 lakosa volt. 
További jelentős városok a megyében Autaugaville és Billingsley. 
Autauga megyében a háztartások medián jövedelme 57 982 dollár volt, szemben az állam egészének 52 035 dollárjával, az egy főre jutó jövedelem pedig 29 804 dollár volt, szemben az állam egészének 28 934 dollárjával.
- 2010-ben 54 571 lakosából 42 154 fehér, 9 643 fekete és 1 310 spanyol.

| Lakosok száma | 43 671 | 54 613 | 55 278 | 55 265 | 55 246 | 55 347 | 58 805 |
|               | 2000   | 2010   | 2011   | 2012   | 2013   | 2015   | 2020   |

## Gazdaság
A tizenkilencedik században Autauga megyében mint Alabamában sokfelé a mezőgazdaság volt a fő ágazat. De Daniel Pratt gyapotgin üzeme Prattville-t tette Alabama iparának központjává az antebellum időszakban. A gyapotgingyár mellett Pratt felépítette a Prattville Manufacturing Company-t, amely a déli államok egyik legsikeresebb pamut- és gyapjúgyártó vállalatává vált. De a diverzifikáció részeként sok minden mást is gyártottak például kocsikat, ablakkereteket, liszt- , és gyapjú malmokat A polgárháború megzavarta Autauga megye gazdaságát, a mezőgazdaság és az ipar pedig a munkaerő- és pénzhiány következtében visszaesett.

## Foglalkoztatás
A 2020-as népszámlálási becslések szerint Autauga megyében a munkaerő a következő kategóriák között oszlik meg:
- Oktatási szolgáltatások, valamint egészségügyi és szociális segélyezés (20,4 százalék)
- Feldolgozóipar (11,1 százalék)
- Közigazgatás (10,7 százalék)
- Kiskereskedelem (10,7 százalék)
- Szakmai , tudományos, adminisztratív és hulladékgazdálkodási szolgáltatások (9,8 százalék)
- Művészetek, szórakoztatás, valamint rekreációs, szállás- és étkezési szolgáltatások (8,4 százalék)
- Építőipar (7,5 százalék)
- Szállítás és raktározás, valamint közüzemi szolgáltatások (5,7 százalék)
- Pénzügy és biztosítás, valamint ingatlan és bérbeadás és lízing (5,5 százalék)
- Egyéb szolgáltatások, kivéve az államigazgatást (5,0 százalék)
- Nagykereskedelem (3,2 százalék)
- Információ (1,1 százalék)
- Mezőgazdaság, erdőgazdálkodás, halászat és vadászat, valamint kitermelő (0,8 százalék)

## Oktatás
Autauga megyében  14 iskola és két magániskola található.

## Földrajz
Az 1540 négyzetkilométer területű Autauga megye az állam közepén fekszik, a keleti öbölparti síkságon. Az Alabama folyó a megye déli határa mentén halad, és számos patak, például a Little Mulberry, Autauga és Swift folyik a megye területén. Az Interstate 65 Autauga megye fő közlekedési útvonala, amely észak-déli irányban . A megye másik két fő közlekedési útja a U.S. 82 és az U.S. 31. A Prattville-Grouby Airport Field a megye egyetlen nyilvános repülőtere.

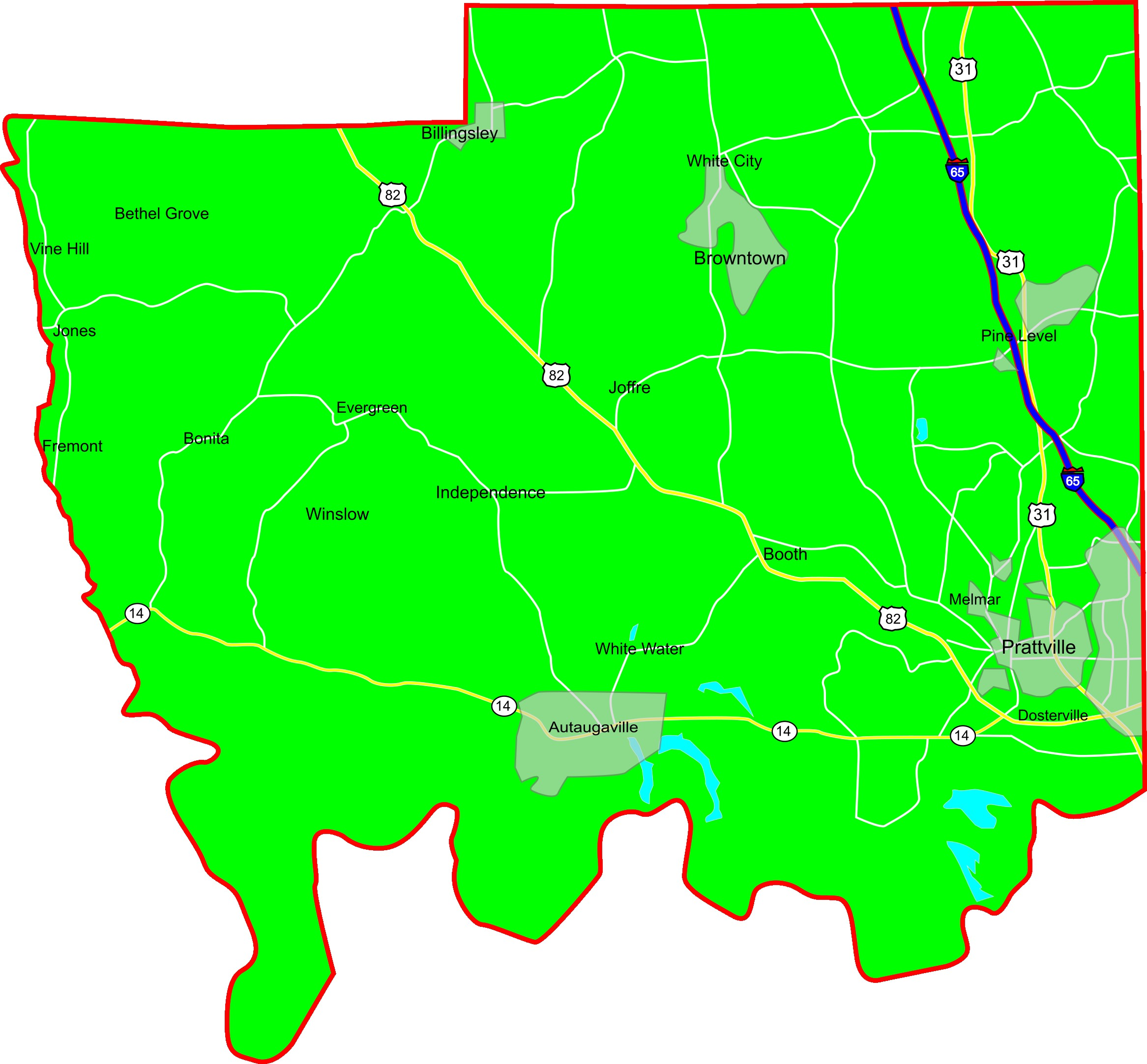
Autauga megye térképe

## Érdekes helyek és események
Autauga megye lankás dombos tája számos szabadtéri parknak és rekreációs területnek ad otthont. Az Alabama folyó partján található Cooters Pond Park. Egyéb parkok közé tartozik a Pratt Park, a Wilderness Park, a Heritage Park és az Overlook Memorial Park. A Roberta Case Pine Hill Preserve egy 374 hektáros természetvédelmi terület, amelyet a szövetségileg veszélyeztetett alabamai Alabama Canebrake Pitcher Plant védelmére hoztak létre. 1984 óta Prattville szerepel a történelmi helyek nemzeti nyilvántartásában. Daniel Pratt gyapotgin-gyártó vállalata és ennek az egyedülálló városnak a többi eleme egy autós vagy gyalogos túrán keresztül megtekinthető. A William Montgomery által 1830 körül épített Buena Vista volt az első kijelölt történelmi hely Autauga megyében, és itt található az Autauga Megyei Örökség Egyesület és a Heritage Center Múzeum.

### Városok és további települések
- Pratville
- Millbrooke